# Christopher Caluza
Christopher Caluza est un patineur artistique philippin né le 3 juillet 1990 à Chula Vista.

## Biographie

### Carrière sportive
Né à Chula Vista en Californie de parents philippins, il possède aussi la nationalité américaine. Il commence à patiner sur des rollers à sept ans. La fermeture de la salle pour patiner en rollers à Chula Vista amène ses parents à le diriger vers la patinoire de La Jolla où il commence à patiner sur la glace.
En 2012, il termine troisième de l'Open de Bavière tout en affichant un score suffisant pour participer aux Championnats internationaux de l'ISU.
Au niveau international, il a participé aux Championnats du monde en 2012, 2013 et 2014, où il a réalisé son meilleur résultat : dix-neuvième.
Il remporte aussi trois fois son championnat national en 2012, 2013 et 2014.

## Palmarès
| Compétition                                                                           | 2012 | 2013 | 2014 | 2015 | 2016 | 2017 | 2018 | 2019 | 2020 |
| Jeux olympiques d'hiver                                                               |      |      |      |      |      |      |      |      |      |
| Championnats du monde                                                                 | 21e  | 34e  | 19e  |      |      |      |      |      | CA   |
| Quatre continents                                                                     | 12e  | 14e  | 12e  |      |      |      |      |      | 18e  |
| Championnats des Philippines                                                          | 1er  | 1er  | 1er  | F    | F    | F    | F    | 2e   |      |
| Légende : F = Forfait ; CA = Compétitions annulées à cause de la pandémie de Covid-19 |      |      |      |      |      |      |      |      |      |